# Sudabeh Akintche
Sudabeh Sabine Akintche (geboren 12. September 1966) ist eine deutsche Juristin. Seit 2014 ist sie Richterin am Bundespatentgericht.

## Leben
Akintche hat Rechtswissenschaft studiert. 
Sie arbeitete bis 2014 am Deutschen Patent- und Markenamt in München, zuletzt als Teamleiterin.
Seit 7. Oktober 2014 ist sie rechtskundiges Mitglied – so werden Richter mit juristischer Ausbildung am Bundespatentgericht bezeichnet – am Bundespatentgericht in München. Sie begann als Richterin im 29. Senat, einem Marken-Beschwerdesenat; von 2016 bis 2020 war sie dort zusätzlich Regelmäßige Vertreterin der Vorsitzenden Ariane Mittenberger-Huber. Von 2015 bis 2020 war sie außerdem Regelmäßige Vertreterin des rechtskundigen Mitglieds im 17. Senat, einem Technischen Beschwerdesenat. Von 2018 bis 2020 war sie Mitglied des Präsidiums. Seit 2022 hat sie ihre Aktivitäten am Bundespatentgericht reduziert auf das Richteramt im 29. Senat.
Akintche ist Mitglied im Verband der Beschäftigten des Gewerblichen Rechtsschutzes (VBGR), einer Gewerkschaft im Deutschen Patent- und Markenamtes. Sie wurde dort 2006 als Beisitzerin in den Vorstand gewählt und 2014 als Vorstandsmitglied wiedergewählt.